# Al servicio de la comunidad
Al servicio de la comunidad (originalmente llamado como XHGC Canal 5 Al Servicio de la comunidad) es un segmento de televisión transmitido por Televisa, creado en 1981 en México, consiste principalmente en la localización de personas desaparecidas del país, mediante una variante de spots publicitarios emitidos en Canal 5, con los datos y fotos de los desaparecidos, famoso por la voz del locutor mexicano Melquiades Sánchez Orozco.

## Sinopsis e historia
El segmento Al Servicio de la comunidad está enfocado principalmente en la búsqueda de personas sin paradero, desaparecidas ya sea de manera voluntaria, que se hayan ido o escapado de casa, o simplemente fueron raptadas, secuestradas o desaparecidas forzosamente sin consentimiento alguno, de igual manera la desaparición puede constar por el padecimiento de sus facultades mentales de la persona y/o de alguna discapacidad distinta como en sillas de ruedas.
En un inició empezó como un proyecto para ayudar a personas de la tercera edad, ubicadas en centros de asilo a encontrar a sus familiares, creado en 1981 en México, transmitiéndose originalmente desde Canal 5 de Televisa, debido a la fuerte cercanía del canal con el público, es así que se empieza con la muestra de las fotos, junto con el nombre completo de las personas desaparecidas, junto a los datos adicionales de la persona, dichos por el locutor de la cápsula más no mostrados en televisión hasta tiempo aún más tarde.
En 2001 se empieza a exponer los datos completos de la persona desaparecida, con el fin de recordar todos los datos completos de esta persona, ya hasta el año 2003 la cápsula Al Servicio de la comunidad Canal 5 cambia de nombre a sólo Televisa, Al Servicio de la Comumidad, con el fin de transmitirse por todos los canales de la televisora, en 2007 se empieza a resaltar en pantalla durante transmisiones de series animadas de la mañana hasta las 12 del mediodía.
En noviembre de 2018 fallece el locutor de este segmento, quien era el señor Melquiades Sánchez Orozco a los 90 años de edad, se desconocen las causas principales de su muerte.

## Similares en Televisa
En el canal Foro TV, perteneciente a Televisa, transmitien durante sus varios noticieros un pequeño espacio para las personas desaparecidas que incluso personas que desaparecieron desde principios de los años 2000 en México.